# Senegals præsidenter
Senegal blev uafhængig i 1960. Senegals præsidenter har været:
| Nr | Billede              | Navn                  | Fra               | Til               | Parti                                                          |
|    | Præsident af Senegal | Præsident af Senegal  |                   |                   |                                                                |
| -- | -------------------- | --------------------- | ----------------- | ----------------- | -------------------------------------------------------------- |
| 1  |                      | Léopold Sédar Senghor | 6. september 1960 | 31. december 1980 | Senegals Socialistparti                                        |
| 2  |                      | Abdou Diouf           | 1. januar 1981    | 1. april 2000     | Senegals Socialistparti                                        |
| 3  |                      | Abdoulaye Wade        | 1. april 2000     | 2. april 2012     | Senegals Demokratiske Parti                                    |
| 4  |                      | Macky Sall            | 2. april 2012     | 2. april 2024     | Alliancen for Republikken                                      |
| 5  |                      | Bassirou Diomaye Faye | 2. april 2024     | Nuværende         | Afrikanske patrioter i Senegal for arbejde, etik og broderskab |